# NGC 4631
NGC 4631 (také známá jako Velryba nebo Caldwell 32) je spirální galaxie v souhvězdí Honicích psů vzdálená přibližně 24 milionů světelných let. Galaxie získala název Velryba díky svému mírně narušenému klínovitému tvaru.
Na tuto galaxii se ze Země nahlíží směrem z boku, proto bývá často pozorována profesionálními astronomy, kteří chtějí porozumět plynu a hvězdám umístěným mimo rovinu galaktického disku. Na obloze se nachází v jižní části souhvězdí, blízko hranice se souhvězdím Vlasů Bereniky,
5° severovýchodně od hvězdy Gama Comae Berenices (γ Com).

## Překotná tvorba hvězd a supervítr

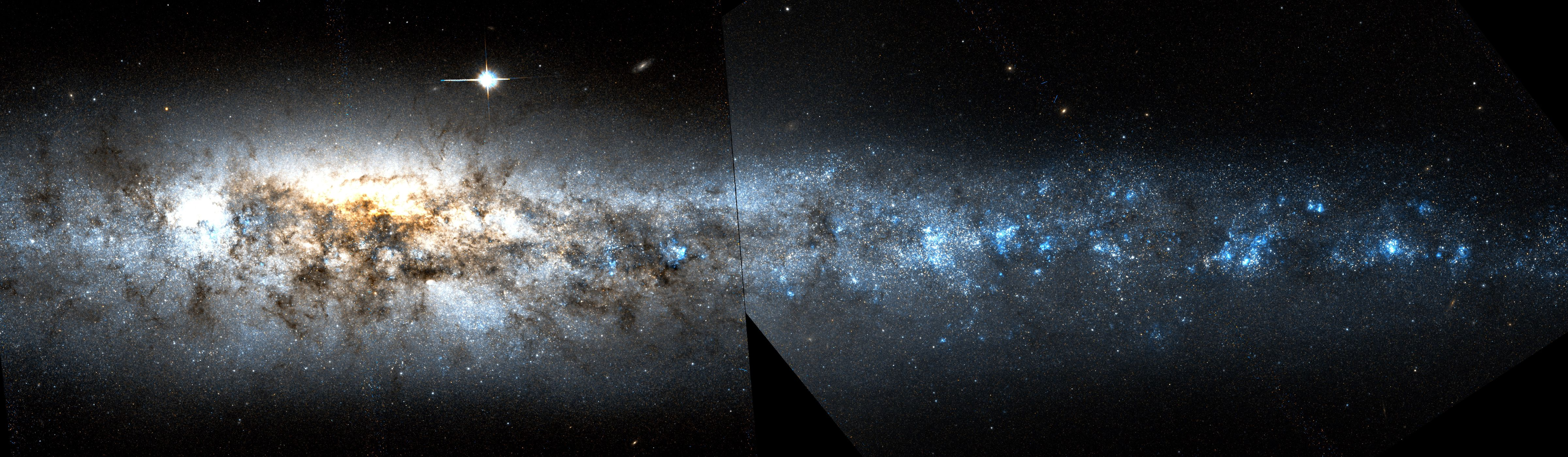
NGC 4631 na složenině dvou snímků z HST; zorné pole 7.2′x2′

V centru NGC 4631 se nachází oblast překotné tvorby hvězd (anglicky starburst). Silná tvorba hvězd se projevuje v záření ionizovaného vodíku
a v horkém mezihvězdném prachu zahřívaném nově vznikajícími hvězdami.
Nejhmotnější hvězdy tvořené v této oblasti spalují pomocí termonukleární fúze vodík a poté vybuchnou jako supernovy. V centru této galaxie již vybuchlo tolik supernov, že vyfukují plyn mimo rovinu galaktického disku. Tento supervítr můžeme pozorovat jako rentgenové záření
a záření v čárovém spektru. Supervítr vytvořil obrovskou rozptýlenou koronu, neboli plyn vyzařující rentgenové záření, kolem celé galaxie.

## Sousední galaxie

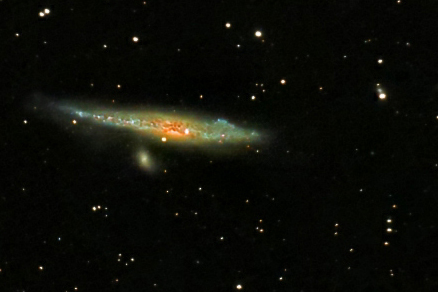
NGC 4631 ve spektru viditelného světla. Autor: Scott Anttila

K NGC 4631 je přidružená trpasličí eliptická galaxie NGC 4627. Halton Arp tuto dvojici zapsal do svého katalogu zvláštních galaxií (Atlas of Peculiar Galaxies) jako příklad dvojité galaxie nebo galaktického páru.
NGC 4631 a NGC 4627 jsou součástí skupiny galaxií NGC 4631, do které patří i vzájemně se ovlivňující galaxie NGC 4656 a NGC 4657.
Přesné určení členů této skupiny je ovšem obtížné, protože leží v poměrně hustě obsazené části oblohy. Odhady počtu členů této skupiny se nachází v rozsahu od 5 do 27 a každá studie ukazuje úplně jiný počet jejích členů.